# Темирсултанова, Барет Бакиевна
Барет Бакиевна Темирсултанова (20 февраля 1943, Гордали, Чечено-Ингушская АССР — 10 августа 2010, Ахтубинск, Астраханская область) — старший чабан колхоза «Путь к коммунизму» Ахтубинского района Астраханской области, полный кавалер ордена Трудовой Славы (1986).

## Биография
Родилась в 1943 году в селе Гордали Ножай-Юртовского района Чечено-Ингушской АССР, ныне — Чеченской Республики, в крестьянской семье. Чеченка. В 1956 году окончила 6 классов. К труду Барет Бакиевна была приучена с малолетства. В Чечне, где она родилась в большой дружной семье, уже в раннем возрасте дети помогают родителям, знают цену хлеба и учатся работать самостоятельно.
После школы в 15-летнем возрасте поступила в свекловодческую бригаду, где сначала работала растениеводом, затем была назначена звеньевой.
В 60-х годах прошлого столетия овцеводство в районе испытывало нехватку кадров. Непритязательный быт степняков, большая оторванность от населенных пунктов, отсутствие электричества, а кое-где и стабильного водоснабжения отпугивали людей от овцеводства. Зачастую стать чабаном предлагали чеченским переселенцам, которые приезжали в район на заработки и охотно соглашались чабанить, обустраивая на новый лад степные стоянки, строя новые кошары и пробивая скважины для водопоя животных.
Подобное предложение в 1960 году получила и семья Темирсултановых, когда по совету знакомых приехала в Ахтубинский район Астраханской области на постоянное место жительства.
Темирсултановы вступили в колхоз «Путь к коммунизму», где им доверили одну из чабанских «точек» с отарой в 500 голов на отдалённом степном участке севернее поселка Верхний Баскунчак. Мужа приняли на должность старшего чабана, а жену — его помощницей. Освоившись на новом месте, они активно взялись за дело. Привели в порядок кошару и базы, умело наладили пастьбу животных, обеспечили их в зиму сеном и добились высокой сохранности поголовья. Во время расплодной кампании работали без сна и отдыха, сберегли почти весь молодняк и достигли отменного приплода. Поскольку многие овцы принесли двойню, в среднем на сто животных у Темирсултановых выход ягнят превысил 130 процентов. В следующем году они добились еще большего результата. Это были рекордные показатели, которыми отличалась трудолюбивая семейная чета в течение нескольких лет.
В 1964 году, после трагической смерти мужа, осталась одна с семью несовершеннолетними детьми, но не ушла из колхоза, а заменила мужа и сама стала работать старшим чабаном. Строго соблюдая зооветеринарные требования кормления и содержания овец, ежегодно добивалась высоких производственных результатов.
Указами Президиума Верховного Совета СССР от 10 марта 1976  года и 13 марта 1981 года награждена орденами Трудовой Славы 3-й и 2-й степени соответственно.
За годы 11-й пятилетки (1981—1985) от закреплённой за ней отары овец получено и продано государству 18,1 тонны шерсти при плане 14,9 тонны. Получено на 100 маток 132 ягнёнка, настриг шерсти с одной овцы в среднем за год достиг 6,7 килограммов.
Указом Президиума Верховного Совета СССР от 29 августа 1986 года за успехи, достигнутые в выполнении заданий одиннадцатой пятилетки и социалистических обязательств по производству и переработке сельскохозяйственной продукции, Темирсултанова Барет Бакиевна награждена орденом Трудовой Славы 1-й степени. Стала полным кавалером ордена Трудовой Славы.
Трудилась в колхозе (ныне СПК «Владимировский») до выхода не пенсию. Являлась наставником. Передавал опыт и знания молодым овцеводам.
После выхода на пенсию переехала в город Ахтубинск к детям. У нее большая семья — более 50 человек. По праздникам с трудом умещаются в просторном зале. Для каждого у Барет Бакиевны найдется добрый совет и ласковое слово. Детьми она довольна: все получили хорошее образование, стали порядочными людьми, обзавелись семьями, но высшим авторитетом и мерилом нравственности для них остается мать.

## Награды
Награждена орденами Трудовой Славы 1-й, 2-й, 3-й степеней:
3 ст. 10.03.1976 № 307485
2 ст. 13.03.1981 № 7088
1 ст. 29.08.1986 № 554
- медалями, знаками «Ударник пятилетки», «Победитель социалистического соревнования»"[1].